# Mezzalama Skyrace
La Mezzalama Skyrace è stata una gara di skyrunning, che si è svolta dal 2000 al 2008, a inizio estate, ai piedi del massiccio del Monte Rosa, in Val d'Ayas (AO), con partenza in linea.
La competizione consisteva nel salire e discendere al rifugio Mezzalama (3.036 m) da Saint-Jacques d'Ayas (1.680 m). I migliori atleti impiegavano in media un'ora e mezza (un'ora per la salita e mezz'ora per la discesa). Per paragone, il tempo della sola salita al rifugio Mezzalama da Saint-Jacques, per un escursionista, è in media di quattro ore.

## Storia
Nel biennio 2007-2008 la manifestazione era valevole come la prima delle due prove del Campionato Valdostano Skyrunning.
Nel 2009 la gara non si è disputata. Nel 2010 la competizione avrebbe dovuto essere sostituita dalla nuova "Mezzalama Ultra Sky Marathon", anch'essa però poi annullata.

## Il percorso
La partenza avviene dal centro di Saint-Jacques, in Val d'Ayas (1.680 m); imboccato il vallone che porta alla località Pian di Verra (2.380 m), si sale a sinistra verso il Lago Blu. Dopo avere attraversato il piano a destra, si riprendere il sentiero principale che costeggia la morena detritica del Grande Ghiacciaio di Verra. Continuando sul filo della cresta si giunge al rifugio Mezzalama (3.036 m), luogo in cui è posto il primo cancello orario (1 ora oltre il miglior tempo maschile e femminile).
La discesa verso il traguardo, prevista sullo stesso itinerario, riporta nell'abitato di Saint-Jacques che si raggiunge dopo circa 15 chilometri totali e un dislivello in salita e in discesa di 1.400 metri. Il tempo massimo consentito per concludere la prova è di 4 ore.

## Albo d'oro
| Anno | Uomini             | Uomini       | Uomini          | Donne               | Donne        | Donne           |
| Anno | Vincitore          | Tempo totale | Parziale salita | Vincitore           | Tempo totale | Parziale salita |
| ---- | ------------------ | ------------ | --------------- | ------------------- | ------------ | --------------- |
| 2000 | Bruno Brunod       | 1:31:45      | 1:01:15         | Gloriana Pellissier | 1:54:38      | 1:16:26         |
| 2001 | Bruno Brunod       | 1:31:20      | 1:01:27         | Gloriana Pellissier | 1:58:09      | 1:17:31         |
| 2002 | Manfred Reichegger | 1:35:13      | 1:01:58         | Gloriana Pellissier | 1:55:32      | 1:15:13         |
| 2003 | Davide Bonansea    | 1:38:43      | 1:05:09         | Emanuela Brizio     | 2:08:30      | 1:22:34         |
| 2004 | Dennis Brunod      | 1:33:10      | 59:43           | Gloriana Pellissier | 1:54:00      | 1:13:51         |
| 2005 | Paolo Bert         | 1:34:04      | 1:03:28         | Gloriana Pellissier | 1:53:42      | 1:14:01         |
| 2006 | Dennis Brunod      | 1:32:19      | 1:00:16         | Gloriana Pellissier | 1:51:48      | 1:12:43         |
| 2007 | Dennis Brunod      | 1:35:53      | 1:02:19         | Gloriana Pellissier | 1:58:49      | 1:17:18         |
| 2008 | Dennis Brunod      | 1:40:23      | 1:03:55         | Gloriana Pellissier | 1:59:38      | 1:16:44         |